# Anolis pogus
Anolis pogus är en ödleart som beskrevs av  James D. Lazell, Jr. 1972. Anolis pogus ingår i släktet anolisar, och familjen Polychrotidae. IUCN kategoriserar arten globalt som sårbar. Inga underarter finns listade i Catalogue of Life.